# Чунджелька
Чунджелька — река в России, протекает в Томской области. Образуется слиянием рек Варга-Чунджелька и Кыпа-Чунджелька в 99 км от устья. Устье реки находится в 10 км по левому берегу реки Корыльга. Длина реки составляет 99 км, площадь водосборного бассейна 1580 км².
Происходит из селькупского чумдж — «дятел» и ка (из кы) — «река».

## Притоки
- 3 км: Малая Речка (пр)
- 99 км: Варга-Чунджелька (лв)
- 99 км: Кыпа-Чунджелька (пр)

## Данные водного реестра
По данным государственного водного реестра России относится к Верхнеобскому бассейновому округу, водохозяйственный участок реки — Обь от впадения реки Васюган до впадения реки Вах, речной подбассейн реки — Васюган. Речной бассейн реки — (Верхняя) Обь до впадения Иртыша.
Код объекта в государственном водном реестре — 13010900112115200033049.